# 고려-일본 관계
고려-일본 관계는 고려와 일본 정부가 918년부터 1392년까지 문화, 경제, 정치적으로 이어 온 관계를 의미한다. 고려가 건국될 당시인 10세기에도 일본 왜구는 고려의 남해안 일대에서 약탈을 이어갔고, 이에 따라 고려와 일본의 관계는 좋지 않았다. 1180년 겐페이 전쟁 이후 일본 천황과 귀족 가문의 세력은 약화되었고, 1185년 가마쿠라 막부가 설립된 이후 일본은 막부 정권의 통치 하에 들어서게 되었다.  1274년과 1281년 고려는 원나라의 일본 원정에서 원나라 측으로 참전해 가마쿠라 막부와 전쟁을 벌였지만, 이 전쟁은 가마쿠라 막부의 승리로 끝났다. 
고려와 일본의 교류는 일본의 무로마치 막부 시기인 14세기에 본격화되었다. 이 시기 고려의 예술이 일본의 예술에 영향을 주었고, 고려와 무로마치 막부가 왜구에 공동으로 대응하기로 합의한 것도 14세기였다. 그러나 고려의 경우 왜구의 침입과 홍건적의 난, 그리고 뒤이은 공민왕의 개혁 실패로 외국과의 교역을 제대로 실행할 수 없었고, 무로마치 막부 역시 난보쿠초 시대 당시 사회 혼란으로 외국과의 교류를 이어나갈 수 없었다. 이후 1392년 한반도에서 조선이 건국되고, 일본의 남북조 시대가 고코마쓰 천황에 의해 끝남으로써 한일 양국의 교류가 이어지는 기반이 마련되었다. 

## 같이 보기
- 조선의 대외 관계
- 도이의 입구